# Charles-Auguste-Marie Paty
Charles-Auguste-Marie Paty (10 février 1916 - 31 décembre 2004 a été évêque de Luçon de 1967 à 1991. 

## Biographie
L'abbé Paty est ordonné prêtre le 24 mars 1946.
Il est évêque de Luçon du 4 juillet 1967 au 25 mars 1991.
Il consacre évêque en 1980 Hubert Barbier, futur archévêque de Bourges et en 1984 Louis-Marie Billé, futur archévêque de Lyon et cardinal.
Il est inhumé dans le caveau des évêques sous le chœur de la cathédrale de Luçon.